# زرقان (مقاطعة فامنين)
زرقان (بالفارسية: زرقان) هي قرية تقع في Khorram Dasht Rural District في إيران. يقدر عدد سكانها بـ 1,079 نسمة .